# Stile moderno
Stile moderno (ook wel Seconda pratica) is een begrip dat een muziekstijl uit de Barokmuziek beschrijft. Het is de tegenhanger van de 'Prima pratica' (ook wel 'stile antico'). 
De term 'seconda pratica' wordt toegeschreven aan Claudio Monteverdi, die met dit begrip zijn muziek wilde karakteriseren en er afstand mee nam van de Renaissance-muziek van bijvoorbeeld Giovanni Pierluigi da Palestrina en Gioseffo Zarlino dat in de 'prima pratica'-stijl was geschreven. De 'stile moderno' slaat op de vroege Barokmuziek waarin gestreefd werd naar meer vrijheid en het nemen van afstand van de meer rigide beperkingen in dissonantie en contrapunt van de 'stile antico'.
De term 'stile moderno' wordt toegeschreven aan Giulio Caccini, die in zijn werk Le nuove musiche  uit 1602 het begrip gebruikt en toepast. Dit werk bestaat uit verschillende monodieën. Nieuw voor deze liederen was dat de begeleiding niet meer puur polyfoon was, maar volkomen ondergeschikt werd aan de hoofdstem. Ook nieuw was dat versieringen niet langer ongenoteerd bleven, maar precies werden voorgeschreven aan de uitvoerenden. 
De 'stile moderno' vormt tevens het startpunt van de basso continuo-praktijk, die ook in Caccini's werk opduikt.